# 고막원역
고막원역(Gomagwon station, 古幕院驛)은 전라남도 나주시 다시면 송촌리에 있는 호남선의 철도역이다. 고려시대 복암사를 가기 위해 가다가 쉬었다 갈 수 있는 원이 설치되었는데, 그 원(院) 이름이 고막원이어서 이를 역명으로 명명하였다.
2001년 호남선의 복선화 공사가 완료되기 전에는 역사가 문평면에 있었으나, 복선화된 후 현 위치로 역사를 이전했다. 그러나 역사 이전 후 접근성이 떨어짐에 따라 이용객 수가 급감하여 2011년 10월 5일 여객 취급이 중지되었다.
임성리역과 더불어 호남고속선의 분기역이 될 예정이다. 호남고속철도 2단계 구간인 광주송정 이남 구간 중 광주송정 - 나주 - 고막원 구간은 기존선을 고속화하기로 했으며, 고막원 - 임성리 구간에 무안공항역 경유로 신선이 놓인다. 광주송정 - 고막원 구간은 2017년부터 2019년까지 고속화 공사를 마쳤다.

## 연혁
- 1913년 7월 1일 : 영업 개시[1]
- 1913년 12월 10일 : 화물 취급 개시[2]
- 1950년 4월 25일 : 보통역으로 승격
- 1992년 3월 25일 : 광주 ~ 목포간 통일호 열차 정차, 영업개시(483,484열차)
- 1992년 10월 1일 : 목포 ~ 서울간 통일호 열차 1왕복 정차(352,353열차)
- 1993년 2월 1일 : 단말기 설치 영업
- 1993년 7월 15일 : 목포 ~ 부산 통일호 열차 정차 영업개시(468,467열차)
- 1994년 1월 1일 : 소화물 취급 중지[3]
- 1995년 2월 9일 : 목포 ~ 순천 통일호 열차 신설 운행으로 고막원역 정차(591, 594열차)
- 1997년 2월 12일 : 서울 ~ 목포 통일호 493열차가 무궁화호 249열차로 승격되면서 당역 통과
- 1998년 2월 3일 : 목포 ~ 서울 통일호 492열차가 무궁화호 254열차로 승격되면서 고막원역 정차
- 2000년 12월 27일 : 호남선 복선화 공사로 신역사 준공
- 2001년 7월 10일 : 신역사로 이전[4]
- 2010년 7월 1일 : 무배치간이역 격하와 함께 명예역장 임명
- 2011년 10월 5일 : 여객취급 중지
- 2017년 ~ 2019년 : 호남고속선  공사 완료